# Florencio Villarreal (kommun i Mexiko)
Florencio Villarreal är en kommun i Mexiko.   Den ligger i delstaten Guerrero, i den södra delen av landet, 300 km söder om huvudstaden Mexico City. Arean är 373 kvadratkilometer.
Terrängen i Florencio Villarreal är platt åt sydväst, men åt nordost är den kuperad.
Följande samhällen finns i Florencio Villarreal:
- Cruz Grande
- Cuatro Bancos
- Llano Grande
- Boca del Río
- Playa Larga Vieja
- Las Garzas
- Charco del Pozo
- La Máquina de Nexpa
- San José de las Flores
- Arroyo Seco
- La Soledad
- Vista Hermosa
- El Médano
- Cantarranas
- El Chamizal
- Llano de la Barra
- Estero del Marquez
- Dios Te Libre
- Colonia Emiliano Zapata